# 萬國本
萬國本（？—？），安徽廬州府合肥縣人，淮軍將領。

## 生平
1886年（光緒12年）原任常州營游擊，由於臺灣原住民與辦理海防問題需要人手，時任台灣巡撫劉銘傳借調其來台灣協助，萬國本遂在金陵一帶招募勇營，向金陵機器局借錢為川資來台。 同年參與討伐苗栗泰雅族馬那邦社作戰後立功，兩江補用副將萬國本，著以總兵記名簡放。 1887年（光緒13年），時任兩江總督曾國荃本要調萬國本回金陵，然台灣巡撫劉銘傳稱萬國本「打仗奮勇，講求操練」，期望留於台灣效力，後准許在台並委帶鎮海軍3營，駐紮於臺灣府。
1888年（光緒14年），因時任恆春營游擊劉全稱台灣鎮總兵吳光亮之鎮署帳房吳卓勳貪汙索賄400兩，台灣巡撫劉銘傳派時任臺灣道唐景崧查確有此事，因此將吳光亮撤職查辦。時任駐防臺灣府統帶鎮海軍各營記名總兵萬國本「操防認真，辦事勤實」，奉旨接任吳光亮擔任台灣鎮總兵。台灣鎮總兵是台灣清治時期期間受台灣道制約的台灣地區最高軍事首長。時萬國本號為:「記名總兵署福建臺灣鎮總兵官壯勇巴圖魯駐劄臺灣府城臣萬國本」。萬國本最著名的戰功，通常為與台灣原住民對抗；如1888年（光緒14年）大庄事件，率鎮海前軍右營都司萬國標出兵台東平亂，勝利後萬國標擬請以遊擊儘先補用並加副將銜。
1891年（光緒17年），萬國本委帶鎮海前軍正營駐紮於臺南府城，游擊萬國標率淮軍鎮海前軍右營駐紮東港一帶與委帶旗後砲台砲勇2哨，砲台內教習1名、勇丁188名、水火夫20名。
1895年5月，基於中日馬關條約，萬國本奉令內渡回中國，是清朝正式任命的最後一任台灣鎮總兵。
內渡回中國後，萬國本被派任中國南澳鎮總兵，後因被都察院御史裴维侒參奏「万国本前任台湾总兵时，知中日和议已成，台湾为海外之地无人过问，辄敢焚毁藩署，将库藏盘运一空，并纵令兵丁四出劫掠，遇有赀财之户，肆意抢夺，致有惨杀百姓情事。台民衔之刺骨，呼吁无门。」而遭撤職。
| 前任： 吳光亮 | 台灣鎮總兵 1888年－1895年 | 繼任： 未任 |